# Symela Ciesielska
Symela Ciesielska (* 7. November 1990 in Breslau) ist eine polnische Fußballspielerin.

## Karriere

### Vereine
Die Innenverteidigerin Ciesielska begann ihre Karriere beim Verein KS AZS Wrocław und wechselte im Jahre 2007 zu KKPK Medyk Konin. Mit Konin wurde sie einmal polnische Pokalsiegerin und viermal Vizemeisterin. Im Jahre 2012 kehrte Ciesielska wieder zu KS AZS Wrocław zurück. Mit Wrocław belegte sie im Jahre 2014 den dritten Platz der Meisterschaft und unterlag im Pokalfinale mit 2:3 gegen ihren alten Verein aus Konin.
Im Sommer 2014 wechselte Ciesielska zu Arminia Bielefeld in die viertklassige Westfalenliga, da sie nach ihrem Sportstudium in Polen keine Arbeit fand. Mit der Arminia wurde Ciesielska im Jahre 2015 Meister und schaffte den Aufstieg in die Regionalliga West. Ein Jahr später stieg sie mit den Bielefelderinnen in die 2. Bundesliga auf. Im Sommer 2017 trennte sich die Arminia von Ciesielska.

### Nationalmannschaft
Ciesielska bestritt für die U17-Nationalmannschaft sechs und für die U19-Nationalmannschaft sieben Länderspiele. In allen 13 Einsätzen für den PZPN blieb sie ohne Torerfolg.

## Erfolge
- Polnischer Meister 2007
- Polnische Vizemeister 2008, 2010, 2011
- Polnischer Pokalsieger 2007, 2008